# Солсберийский университет
Солсберийский университет (англ. Salisbury University; SU) — общественный университет в Солсбери, штате Мэриленд, США. Основан в 1925 году как Нормальная школа штата Мэриленд (англ. Maryland State Normal School). По состоянию на осень 2024 года в нём обучается 7 025 студентов. На 2025 год годовой бюджет университета составляет 192 миллиона долларов.

## История
Основан 7 сентября 1925 года как Нормальная школа штата Мэриленд (англ. Maryland State Normal School) будучи двухгодичным учебным заведеним для подготовки учителей начальной школы, чтобы помочь восполнить нехватку учителей в штате. Первым президентом стал Уильям Дж. Холлоуэй, стоявший за открытием школы. В том году обучение начали 105 человек. Учебная программа была составлена под влиянием программ Педагогического колледжа Колумбийского университета, альма-матер шести из восьми первых преподавателей. Во время Великой депрессии штат продлил увеличил срок обучения с двух до трех лет, а в 1934 году — до четырёх лет, что позволило учебному заведению годом позже переименоваться в Педагогический колледж штата Мэриленд (англ. Maryland State Teachers College).
В 1962 году были учреждены первые магистерские программы, вследствие чего в 1963 году название заведения было изменено на Солсберийский государственный колледж (англ. Salisbury State College). В 1988 колледж стал Солсберийским государственный университетом (англ. Salisbury State University), а начиная с 2001 года называется Солсберийскии университетом (англ. Salisbury University). В 2000 году президентом стала Джанет Дадли-Эшбах. При ней число учащихся в Солсбери студентов начало стремительно расти, а также был расширен кампус. С 2002 года были построены Хенсон-холл, Конвей-холл, Пердью-холл, Академический зал Патриции Р. Геррери и стадион «Си Галл». С 1 июля 2018 года по 14 июля 2022 года университетом руководил Чарльз Уайт. При нём Солсбери отметился расистским скандалом. После двух инцидентов расистского вандализма в 2019 году студенты попросили «обеспечить безопасность афроамериканских студентов и представителей других меньшинств в кампусе». После третьего инцидента в 2020 году президент отменил занятия на День исцеления. В июне того же года афроамериканец Джером К. Джексон согласился признать себя виновным в совершении акта вандализма.
15 июля в свои полномочия 10-го президента университета вступила Кэролин Рингер Лепре. При ней университет в мае 2024 года на заседании общественного городского совета объявил, что через четыре или пять лет в центре города будет построен новый комплекс исполнительских искусств стоимостью 100 миллионов долларов. Проект включает в себя театр на тысячу мест, музыкальное и театральное пространство меньшего размера на 450 мест, танцевальную студию и другие вспомогательные помещения. В настоящее время на этом месте находится публичная библиотека Уикомико, которую SU поможет перенести в здание, находящееся в его собственности, и будет сдавать в аренду за 1 доллар в год на время переезда в недавно отремонтированное здание.

## Обучение
Университет разделён на шесть подразделений: Фултонская школа гуманитарных наук, Хенсонская школа науки и техники, Пердьюская школа бизнеса, Сейдельская школа образования, Колледж здравоохранения и социальных служб и Honors College Кларка. Соотношение студентов к преподавателям составляет 14:1, а более чем в половине групп обучается менее 20 студентов. Популярными специальностями бакалавриата являются бизнес-администрирование и менеджмент, сестринское дело и преподавание.